# ヤン・ヨーゼフ・リーファース
ヤン・ヨーゼフ・リーファース（Jan Josef Liefers、1964年8月8日 - ）は、ドイツの俳優。

## 出演作品
- バロン　ほらふき男爵の冒険
- シーモンとオークの木
- バーダー・マインホフ　理想の果てに
- ストーム・シティ（マルクス）
- グランド・ストーム
- コアラのいたずらキッチン
- ダーク・プレイス
- ヴァイラス・オブ・サンド
- ハウリング2000
- ノッキン・オン・ヘブンズ・ドア（ルディ・ウルリツァー）
- 悦楽晩餐会／または誰と寝るかという重要な問題